# Losser
Losser är en stad och kommun i provinsen Overijssel i Nederländerna. Kommunens totala area är 99,62 km² (där 0,86 km² är vatten) och invånarantalet är på 22 888 invånare (2021). 